# 빛이 있는 동안에
《빛이 있는 동안에》(일본어: 光あるうちに)는 일본의 여성작가 미우라 아야코(1922년-1999년)의 기독교 변증서이다. 1970년대 여성잡지에 연재되었으며, 기독교 신앙과 사상을 쉽고 섬세한 문체로 설명하고 있다.

## 목차
- 서장
- 죄란 무엇인가
- 인간, 그대 약한 자
- 자유의 의의
- 사랑의 갖가지
- 허무라는 것
- 하느님이 아닌 신과 참 하느님
- 하느님(하나님)과 그리스도와 인간의 관계
- 그리스도의 부활과 성서
- 그리스도의 교회
- 어떻게 기도할 것인가
- 종장